# أبو جعفر الرعيني
أحمد بن يوسف بن مالك الرعيني أبو جعفر الغرناطي الأندلسي هو شاعر ونحوي، ولد بعد سنة 700 هـ الموافق بعد 1301 م،، توفي في حلب سنة 779هـ. الموافق 1378 م.

## سيرته
أحمد بن يوسف بن مالك أبو جعفر الرعيني الغرناطي إمام نحوي، قرأ بغرناطة على أبي الحسن علي بن عمر القيجاطي وعلى الأستاذ أبي عبد الله محمد بن علي البيسوي وسمع منه قصيدته اللامية والتيسير وخرج من غرناطة للحج سنة 738هـ مرافقًا ابن جابر الأندلسي في رحلته إلى المشرق. فحج وقدم القاهرة فأخذ عن أبي حيان قليلاً ثم قدم دمشق فسمع من المزي والجزري وابن كاميار، ثم توجه إلى بعلبك وسمع الشاطبية من فاطمة بنت اليونيني باجازتها من الكمال الضرير، ثم أقام بحلب هو وصاحبه أبو عبد الله محمد بن أحمد بن جابر الضرير وحجا مرات وتجاورا ولم يُرا إلا رفيقين إلى أن سكنا «البيرة» بشاطئ الفرات، وكان أبو جعفر مُقتدراً على النظم والنثر وفنونه ذو دين وحسن خلق وحلو المحاضرة. وكانت وفاته في حلب في شهر رمضان سنة تسع وسبعين سبعمائة.

## مؤلفاته
- طراز الحلة وشفاء الغلة في شرح الحلة السيرا في مدح خير الورى لرفيقه ابن جابر
- اقتطاف الأزاهر والتقاط الجواهر
- في التصريف
- تحفة الأقران فيما قرئ بالتثليث في حروف القرآن
- رفع الحجاب عن تنبيه الكتاب